# Kopparkompaniet
Kopparkompaniet, ett 1619 av Gustav II Adolf för handel med svensk koppar inrättat kompani.
Redan 1580 underkastades både koppar- och järnhandeln tvång genom att kronan i bergslagerna tillsatt uppköpare, åt vilka de nämnda metallerna måste avyttras. Dock måste detta förordnande snart upphävas (se kopparavrad). Tryckande penningbrist och särskilt Älvsborgs lösen föranledde 1614 ett upplivande av kronans förköpsrätt till kopparn. Det befanns likväl lämpligare, att denna handel förmedlades av ett handelssällskap, och därför utfärdades 21 december 1619 oktroj för ett kompani, vanligen känt under namnet äldre kopparkompaniet. Den 21 december 1620 utfärdades ett nytt privilegiebrev, som dock endast är att anse som ett upprepat kungörande av det förra med anledning därav, att insättningstiden förlängdes. Delvis ändrade privilegier fick kompaniet 30 december 1622 och 12 juni 1626. De äldsta privilegierna är alldeles lika dem, som 1615 utfärdades för ett "köphandelskompani", utom tilläggen om kopparhandeln. De viktigaste bestämmelserna i oktrojen är följande: varje svensk undersåte (men inte utlänning) hade rätt att i kompaniet insätta pengar, dock inte mindre än 100 daler, och därför erhålla motsvarande vinstandel, beräknad kvartaliter. För insatta kapital betalades ingen skatt. Under tre år, räknade ifrån 1 januari 1620, skulle bolaget räcka och under den tiden ingen få ta ut sina pengar, men väl transportera dem på annan man. Styrelsen, för vilken särskild instruktion utfärdades 1 januari 1620, bestod av en "gubernator", som skulle vara av adel och tillsättas av kungen, samt sju eller flera "direktorer" av besuttna borgare. 
Direktionen hade sitt säte i Stockholm och ägde att efter röstpluralitet besluta om alla handelssaker, låna upp pengar för kompaniets räkning, i dess tjänst antaga folk samt bygga, köpa, sälja, låna och borthyra fartyg. Den ägde full domsrätt över sina underhavande i alla mål, som rörde kompaniet och inte å liv gingo, likaså att skilja tvister, som angick kompaniets saker, dock att besvär kunde anföras i hovrätten, då sak å ära ginge eller översteg 100 dalers värde. I ersättning erhöll direktorerna 1½ procent av allt gods, som de inköpte eller försålde, och ½ daler för vart skeppund de vid berget uppköpte, varjämte de vid resor, utom respengar, skulle få i "tärepenning" 1½ daler om dagen inrikes, och 2 daler utrikes. Varje år i december skulle alla participanter (delägarna) eller deras ombud samlas i Stockholm och utse ett utskott, inför vilket direktorerna skulle redovisa. Vid samma tillfälle skulle nya direktorer väljas i de avgångnas ställe. Kompaniet erhöll ensamt rätt att upphandla koppar vid berget (bara med undantag för kungen, hans mor och bror, vilka skulle få uppköpa "till eget behov"; 1626 infördes samma förmån för dem, "som manufakturer idka vele"). För vart skeppund skulle betalas 50 daler reda pengar (inte varor) åt bergsmännen och det genast vid invägningen, samt 22 daler åt kronan ("koppartull"). Sedan fick kompaniet föryttra den rå eller gargjord, men förpliktades att befordra garmakeriet, så att efter de tre årens förlopp ingen råkoppar behövde utföras.
Dessutom erhöll det rätt att införa allehanda gods och därmed handla i stort, ha bod i Stockholm, åtnjuta på tullen borgarrätt, men för övrigt endast främmande rätt, så att inte marknader besöktes eller handel drevs med uppstäder och allmoge. Även privilegierades det att upptaga bergsbruk samt förlägga hantverk och faktorier. På räkningar fick det rätt att en månad efter förfallotiden beräkna 12 procents ränta, panter fick det försälja ett år efter utlösningstiden och vid konkurser åtnjuta förmånsrätt, näst dem Sveriges lag sådan tillerkänna. Genom privilegierna 30 december 1622 förnyades oktrojen på ytterligare fyra år och genom privilegierna 12 juni 1626 på 12 år. Genom dessa båda privilegier stadgades, att gubernatorn skulle vara riksråd (redan 1 januari 1620 hade riksrådet P. von Scheding utsetts till gubernator); 1626 medgavs, att minsta insatsen skulle vara 30 daler, varjämte det stränga stadgandet om bergsmännens betalning, genast då kopparn invägdes, mildrades så, att kompaniet ålades att "med första lägenhet kontantera och betala". Viktigare är, att kompaniet 1626 även fick ensam rätt till järnhandeln. Det hade dock inte krafter att besörja denna nya affär, från vilken det entledigades redan följande år.
Kompaniets grundläggande svaghet var det otillräckliga grundkapital, som tecknades och vilket utgjorde omkr. 190 000 daler, ett ingalunda tillräckligt förlag till att årligen inköpa, förtulla, gargöra och transportera 7 000 à 10 000 skeppund koppar. Kungen sökte på allt sätt, till och med genom förläningar av gårdar "under adelig frihet och frälse", uppmuntra till insättningar i kompaniet. Väl ökades därigenom i någon mån aktiekapitalet, men det blev dock aldrig svarande emot behovet. Vid kompaniets upplösning utgjorde det något över 300 000 daler; därav tillhörde 1/4 Louis De Geer, Peter Kruse och Danviks hospital, nära hälften rikets adel och återstoden till större delen Stockholms handlande.
Kompaniet trädde i verksamhet 1621 (eller möjligen 1620); att det idkat någon importhandel framgår därav, att det åtog sig betydligare leveranser till kronan av ammunition, kläder o.d. Kronan har även tidigt börjat anlita kompaniet om försträckningar; till en början utgick dessa i koppar, men redan 1622 lämnades ett penninglån på 100 000 daler, vilket med 16 procents ränta skulle återbetalas genom avskrivningar på följande års koppartull. Om garmakeriets utveckling har kompaniet inlagt förtjänster. 1625 erhöll det fullmakt på att prägla kopparmynt - de första i Sverige - och redan mot slutet av sommaren samma år blev de första slagna vid kopparverket i Säter (sedan flyttat till Avesta). Såväl i kontraktet om kopparmyntningen som i själva oktrojen var det bestämt, vad kompaniet skulle betala för kopparn. Häri låg grunden till kompaniets olyckor, ty kopparns pris var i båda fallen satt för högt, varförutom kopparmyntningen drevs i en skala, som medförde att myntet sjönk i värde, och allmänhetens härav alstrade misstro mot hela företaget gjorde det snart omöjligt att få nytt kapital insatt i rörelsen, sedan det gamla var slut. Då kopparpriset under de följande åren ytterligare sjönk så, att kompaniet inte kunde försälja sina magasinerade lager utan de största förluster, medan bergsmännen ansatte det med krav om betalning, blev ställningen slutligen omöjlig. 1628 upphävdes kompaniet, och kronan övertog dess skuldbörda, som 1633 utgjorde 206 427 daler i kapital samt 177 219 daler i räntor. Participanternas förluster gottgjordes av kronan genom godsförläningar.
Ett nytt kopparkompani oktrojerades 9 januari 1636, som var baserat på ett kontrakt med ett holländskt bolag, vilket förbundit sig att årligen i 3½ år uppköpa 6 000 skeppund koppar à 55 rdr, levererade i Amsterdam. Det var byggt på samma principer som det föregående och erhöll uteslutande rätt att ur riket utföra koppar, plåtar, mynt och mässing. Då svårigheter mötte att få den nödvändiga summan fulltecknad, blev genom ett rådslag 14 december 1636 bestämt, att varje kollegiechef skulle anskaffa 12 000 rdr, överståthållaren inom huvudstaden 20 000 rdr och så vidare, varjämte kronan skulle årligen insätta 20 000 rdr. Utom koppartullen (12 rdr à skeppund) skulle som "recognition" erläggas vid ankomsten till sjöstaden 2 öre och vid utförseln 1 rdr för varje skeppund gar- och plåtkoppar, hälften mindre för arbetad koppar. För garningen av kompaniets koppar inköptes och iordningställdes Avesta, en åtgärd, som bidrog till att försämra affärerna. Trots allt nit hos direktorerna kom detta kompani aldrig riktig igång eller i god ordning. Redan 1637 klagade bergsmännen, att det inte uppfyllde sina förbindelser mot dem. Sedan det med möda släpat sig fram de tre år, för vilka oktrojen gällde, beslöts, på delägarnas begäran, dess upplösning (i slutet av 1638), och handeln med koppar frigavs från och med 1 januari 1639. Kronan fick övertaga omkr. 60 000 rdr av bolagets skulder samt gottgöra participanterna med gods. Kompaniernas affärstransaktioner med kronan blev på 1680-talet föremål för räfst.